# Sciadopitys
Genre
Sciadopitys est un genre d'arbres conifères de l'ordre des Cupressales. En classification classique il était classé dans les familles des Cupressaceae ou des Taxodiaceae, mais la classification phylogénétique l'a placé comme unique genre actuel de la famille des Sciadopityaceae.

## Étymologie
Le nom Sciadopitys est dérivé du grec σκιαδος / skiados, verticille, et πίτυς / pitys, sapin.

## Liste des espèces
La seule espèce encore vivante est Sciadopitys verticillata (Thunb.) Siebold & Zucc., aussi appelée « Pin parasol du Japon ».
Selon The International Fossil Plant Names Index (IFPNI) (10 août 2023) :
- † Sciadopitys affluens
- † Sciadopitys ambigua
- † Sciadopitys americana
- † Sciadopitys arctica
- † Sciadopitys brevifolia
- † Sciadopitys canadensis
- † Sciadopitys cretacea
- † Sciadopitys cretacea
- † Sciadopitys lagerheimii
- † Sciadopitys latiuscula
- † Sciadopitys macrophylla
- † Sciadopitys marcodurensis
- † Sciadopitys multiverrucosa
- † Sciadopitys neosibirica
- † Sciadopitys sauerae
- † Sciadopitys serrata
- † Sciadopitys shiragica
- † Sciadopitys sibirica
- † Sciadopitys sveshnikovae
- † Sciadopitys swetlanae
- † Sciadopitys tertiaria
- † Sciadopitys tuberculata
- † Sciadopitys uralensis
- † Sciadopitys verticillatiformis
- † Sciadopitys yezo-koshizakae

Selon Palynodata (10 août 2023) :
- † Sciadopitys affluens
- † Sciadopitys ambiguum
- † Sciadopitys antiqua
- † Sciadopitys dalinkeviciusi
- † Sciadopitys mesozoicus
- † Sciadopitys multiverrucosus
- † Sciadopitys palaeozoicus
- † Sciadopitys quinta
- † Sciadopitys saurae
- † Sciadopitys serrata
- † Sciadopitys serratus
- † Sciadopitys speciosus
- † Sciadopitys stellatus
- † Sciadopitys tuberculata
- † Sciadopitys vermicularipollenites
- Sciadopitys verticillata
- † Sciadopitys verticillatiformis
- † Sciadopitys wettsteini
- † Sciadopitys zaueri